# Nati nel 1678
| Questa pagina contiene informazioni ricavate automaticamente dalle voci biografiche con l'ausilio del template Bio e di un bot. L'aggiornamento è periodico e automatico e ricostruisce completamente la pagina. Se manca una persona in questa lista, sei pregato di non aggiungerla, ma accertati piuttosto che la sua voce biografica contenga il template Bio e che i dati anagrafici siano correttamente compilati. Se il template Bio manca, inseriscilo tu stesso o, in alternativa, metti l'avviso {{tmp\|Bio}} che ne segnala la mancanza. Se i dati riportati sono sbagliati, correggi direttamente la voce biografica; le modifiche saranno visibili in questa lista entro pochi giorni. Per chiarimenti vedi il progetto biografie. La lista contiene solo le 86 persone che sono citate nell'enciclopedia e per le quali è stato implementato correttamente il template Bio. Pagina aggiornata al 31 ago 2024. |

## Gennaio(3)
- 1º gennaio - Girolamo Pamphili, IV principe di San Martino al Cimino e Valmontone, principe italiano († 1760)
- 10 gennaio - Paul Gabriel Antoine, teologo e gesuita francese († 1743)
- 15 gennaio - François Gigot de La Peyronie, medico francese († 1747)

## Febbraio(3)
- 2 febbraio - Dorothea Maria Graff, pittrice, disegnatrice e illustratrice tedesca († 1743)
- 24 febbraio - Maria Anna di Borbone-Condé, nobile francese († 1718)
- 28 febbraio - Ludovico Rusconi Sassi, architetto italiano († 1736)

## Marzo(8)
- 4 marzo - Antonio Vivaldi, compositore e violinista italiano († 1741)
- 7 marzo - Filippo Juvarra, presbitero, architetto e scenografo italiano († 1736)
- 11 marzo - Prosper Marchand, editore francese († 1756)
- 15 marzo - Dominique Marie Varlet, vescovo cattolico francese († 1742)
- 16 marzo - Carlo Filiberto II d'Este, nobile († 1752)
- 20 marzo - Antoni Viladomat, pittore spagnolo († 1755)
- 21 marzo - Maria Elisabetta di Schleswig-Holstein-Gottorp, religiosa tedesca († 1755)
- 29 marzo - Giovanni Francesco Bagnoli, pittore italiano († 1712)

## Aprile(5)
- 11 aprile - Ferdinando Antonio Lazzari, francescano e compositore italiano († 1754)
- 14 aprile - Abraham Darby I, imprenditore inglese († 1717)
- 15 aprile - Cesare Mazzoni, pittore italiano († 1763)
- 23 aprile - Louis Bourguet, geologo e archeologo svizzero († 1742)
- 28 aprile - Agapito Mosca, cardinale italiano († 1760)

## Maggio(8)
- 3 maggio - Giorgio Federico II di Brandeburgo-Ansbach, nobile († 1703)
- 3 maggio - Amaro Pargo, corsaro spagnolo († 1747)
- 6 maggio - Carlotta di Lorena, nobildonna francese († 1757)
- 19 maggio - Francesco Farnese, duca italiano († 1727)
- 22 maggio - Domenico Guardi, pittore italiano († 1716)
- 23 maggio - Francesco Bertos, scultore italiano († 1741)
- 24 maggio - Alexis Grimou, pittore francese († 1733)
- 29 maggio - Adolfo di Dalberg, abate tedesco († 1737)

## Giugno(7)
- 3 giugno - Domenico Antonio Vaccaro, pittore, scultore e architetto italiano († 1745)
- 6 giugno - Luigi Alessandro di Borbone, conte di Tolosa, ammiraglio e generale francese († 1737)
- 7 giugno - Marcello Passari, cardinale e arcivescovo cattolico italiano († 1741)
- 15 giugno - Lorenzo Gioeni, vescovo cattolico italiano († 1754)
- 16 giugno - Jakob Hermann, matematico svizzero († 1733)
- 24 giugno - Ulrik Christian Gyldenløve, generale danese († 1719)
- 24 giugno - Jean-Baptiste de Tillier, politico e storico italiano († 1744)

## Luglio(6)
- 6 luglio - Nicola Francesco Haym, compositore, violoncellista e librettista italiano († 1729)
- 11 luglio - Francesco Paolo Supriani, violoncellista e compositore italiano († 1753)
- 16 luglio - Sofia Carlotta d'Assia-Kassel, duchessa († 1749)
- 16 luglio - Carmine Gentili, ceramista italiano († 1763)
- 26 luglio - Giuseppe I d'Asburgo, imperatore († 1711)
- 29 luglio - Vittorio Francesco Stancari, matematico e astronomo italiano († 1709)

## Agosto(2)
- 23 agosto - Günther XLIII di Schwarzburg-Sondershausen, principe († 1740)
- 25 agosto - Jacques Caffieri, ebanista e scultore francese († 1755)

## Settembre(8)
- 5 settembre - Giacomo Moncada, nobile, politico e militare italiano († 1743)
- 12 settembre - Cristina Giuliana di Baden-Durlach, nobildonna tedesca († 1707)
- 16 settembre - Henry Saint-John Bolingbroke, politico e filosofo inglese († 1751)
- 20 settembre - Matthäus Seutter, cartografo tedesco († 1757)
- 26 settembre - Giuseppe Maria Martelli, arcivescovo cattolico italiano († 1741)
- 29 settembre - Peter Lacy, generale irlandese († 1751)
- 29 settembre - Adrien Maurice de Noailles, militare e diplomatico francese († 1766)
- 30 settembre - Franz Anton von Lamberg, principe, politico e generale austriaco († 1759)

## Ottobre(5)
- 4 ottobre - Friedrich Wilhelm von Grumbkow, politico e militare prussiano († 1739)
- 10 ottobre - John Campbell, II duca di Argyll, nobile e militare scozzese († 1743)
- 16 ottobre - Anna Waser, pittrice svizzera († 1714)
- 22 ottobre - Johann Philipp Harrach, generale e diplomatico austriaco († 1764)
- 27 ottobre - Pierre Rémond de Montmort, matematico francese († 1719)

## Novembre(4)
- 26 novembre - Carlo Leopoldo di Meclemburgo-Schwerin, nobile tedesco († 1747)
- 26 novembre - Giorgio Guglielmo di Brandeburgo-Bayreuth, nobile († 1726)
- 26 novembre - Jean Jacques Dortous de Mairan, astronomo francese († 1771)
- 30 novembre - Juan José Navarro, ammiraglio spagnolo († 1772)

## Dicembre(3)
- 8 dicembre - Pedro de Castro, generale spagnolo († 1741)
- 10 dicembre - Claude-Thomas Dupuy, avvocato e funzionario francese († 1738)
- 13 dicembre - Yongzheng, imperatore cinese († 1735)

## Senza giorno specificato(24)
- Thai Sa, sovrano († 1733)
- Siro Baroni, pittore italiano († 1746)
- Tommaso Saverio Caravita, giurista italiano († 1744)
- William Croft, compositore e organista inglese († 1727)
- John Cruger, politico danese († 1744)
- Ferdinando Sigismondo Delamonce, architetto francese († 1753)
- Akinfij Nikitič Demidov, imprenditore russo († 1745)
- Edward England, pirata britannico († 1721)
- George Farquhar, drammaturgo irlandese († 1707)
- Pierre Fauchard, odontoiatra francese († 1761)
- Barthold Feind, librettista, poeta e scrittore tedesco († 1721)
- Friedrich Christian Feustking, presbitero, scrittore e librettista tedesco († 1739)
- Alexander Gordon, II duca di Gordon, nobile scozzese († 1728)
- Charles Hayes, matematico inglese († 1760)
- Thomas Hearne, antiquario inglese († 1735)
- James Hodgson, matematico scozzese († 1755)
- Giacomo Laderchi, storico italiano († 1738)
- Giuseppe Lucchese Prezzolini, architetto e ingegnere italiano († 1724)
- Simon Ockley, orientalista e storico inglese († 1720)
- Bernardo Schiaffino, scultore e pittore italiano († 1725)
- John Senex, cartografo, incisore e esploratore inglese († 1740)
- Joachim Ludwig Schultheiß von Unfriedt, architetto tedesco († 1753)
- Giovanni VI Ventimiglia, nobile e politico italiano († 1748)
- Manuel de Zumaya, compositore messicano († 1755)